# إغناطيوس كويريدا
إغناطيوس كويريدا لافينا (ولد في 24 يوليو 1950) هو مدرب كرة قدم إسباني أدار منتخب إسبانيا لكرة القدم للسيدات بين عامي 1988 و2015.

## مسيرة اللعب
وُلِد إغناطيوس في مدريد، ونشأ في بطليوس حيث انتقلت عائلته عندما كان عمره أسبوعين فقط. كان لاعباً في مركز الجناح الأيمن في فرق الشباب في نادي ريال مدريد ومثل فرق إسبانيا المنتصرة في نسختي 1973 و1975 من دورة الألعاب الجامعية العالمية. بعد حصوله على شهادة التدريب، كان مساعدًا لمدرب إسبانيا في دورة الألعاب الجامعية العالمية عام 1979 وقضى فترة مسؤولاً عن نادي الدرجة الثالثة سي دي موستوليس.

## مهنة التدريب
وقد عين الاتحاد الإسباني لكرة القدم إغناطيوس مدربا للمنتخب الوطني للسيدات في عام 1988، وهو المنصب الذي ظل يشغله حتى عام 2015، مما يجعله أحد أطول مدربي كرة القدم خدمة على الإطلاق. وقد أدى هذا إلى انتقادات لاذعة للاتحاد الإسباني لكرة القدم بسبب عدم اهتمامه بالمنتخب الوطني للسيدات. تحت إدارته تأهل المنتخب الإسباني لبطولة أوروبا في عامي 1997 و2013. في عام 2014، تأهل الفريق لكأس العالم لأول مرة بعد فوزه على رومانيا 2-0 في التصفيات. كما قاد منتخب الشباب تحت 19 عامًا للفوز ببطولة أوروبا للسيدات تحت 19 عامًا عام 2004. في مايو 2011، قالت لورا ديل ريو، وهي مهاجمة سجلت 40 هدفًا في 39 مباراة دولية مع إسبانيا، إنها لن تلعب للمنتخب الوطني مرة أخرى بينما لا يزال كويريد في منصبه. وفقًا لـ ديل ريو، رفض العديد من اللاعبين الآخرين أيضًا اللعب مع إغناطيوس.
بصفته مسؤولاً في الاتحاد الإسباني لكرة القدم، أطلق في عام 2009 إصلاحًا مثيرًا للجدل لدوري السوبر للسيدات، حيث توسع من 16 إلى 24 فريقًا في شكل ثلاث مجموعات من مرحلتين، على الرغم من معارضة معظم الفرق واللاعبين في البطولة. تم إلغاء الإصلاح بعد عامين.
في عام 2015، قاد إغناطيوس إسبانيا إلى نهائيات كأس العالم للسيدات لأول مرة في تاريخها. بعد الأداء الضعيف لإسبانيا والخروج المبكر من البطولة في كندا، طالب الفريق بأكمله المكون من 23 لاعبًا علنًا بإقالته. وتم تأكيد استقالته بعد 139 مباراة (38.13% فوز) في 30 يوليو 2015.